# Klaus Winterkamp
Klaus Winterkamp (* 19. April 1966 in Münster) ist ein deutscher römisch-katholischer Geistlicher und Ständiger Vertreter des Diözesanadministrators des Bistums Münster.

## Leben
Winterkamp studierte in Münster und Wien Theologie. Er wurde am 7. Juni 1992 zum Priester geweiht und wurde Aushilfe in St. Ulrich (Alpen) und St. Marien (Duisburg-Rheinhausen). Von 1992 bis 1996 war er Kaplan in St. Marien (Ahlen). Danach wurde er zum Promotionsstudium freigestellt und war gleichzeitig Kaplan in St. Franziskus (Recklinghausen-Stuckenbusch) und St. Paul (Recklinghausen).
2001 wurde er Pfarrer in Liebfrauen (Bocholt). 2007 wurde er zusätzlich Pfarrverwalter von St. Helena (Bocholt-Barlo) und Heilig Kreuz (Bocholt). 2008 folgte die Ernennung zum Dechanten des Dekanats Bocholt und zum Pfarrverwalter in Herz Jesu (Bocholt). Mitglied im Priesterrat ist er seit 2009. Seit 2010 saß er dem Caritasverband der Diözese Münster vor. 2011 ernannte ihn Bischof Felix Genn zum Domvikar in Münster und zum Geistlichen Beirat der Caritas-Konferenzen, Geistlichen Beirat der Vinzenz-Konferenzen, Seelsorger des Malteser Hilfsdienstes im Bistum Münster, Geistlichen Beirat für den Sozialdienst katholischer Frauen (SkF) und den Sozialdienst katholischer Männer (SKM) im Bistum Münster. Seit dem 3. Juli 2013 ist er Domkapitular am St.-Paulus-Dom in Münster und seit dem 1. Dezember 2013 Zeremoniar major am St.-Paulus-Dom. Genau ein Jahr später wurde er Diözesanbeauftragter für den Katholikentag 2018. Am 31. März 2015 gab er den Vorsitz im Diözesan-Caritasverband ab. Vom 1. Oktober 2018 bis zum März 2025 war Winterkamp als Nachfolger Norbert Kösters Generalvikar des Bistums Münster. Nach der Emeritierung Bischof Felix Genns im März 2025 und der Wahl des Diözesanadministrators Antonius Hamers ist Klaus Winterkamp dessen ständiger Vertreter.

## Politische Einstellung
Winterkamp sprach sich 2020 auf einer Tagung der Mitarbeitervertretungen karitativer und kirchlicher Einrichtungen dagegen aus, dass Mitglieder der AfD in Leitungsfunktionen des Bistums Münster gelangen könnten: 

„Ich halte es für unmöglich, daß eine Leiterin einer Kindertageseinrichtung, ein Referent im Bischöflichen Generalvikariat oder ein Caritas-Geschäftsführer aktives AfD-Mitglied sein kann. Ob eine solche Unvereinbarkeit für alle kirchlichen Beschäftigungsverhältnisse gelten kann, vermag ich nicht zu sagen. [...] Ob meine Meinung zu dieser Frage vor einem Arbeitsgericht Bestand hat, weiß ich nicht. Ich spreche hier als Theologe, der auch für den Sendungsauftrag der Kirche steht.“